# Аркија (Хунедоара)
Аркија (рум. Archia) насеље је у Румунији у округу Хунедоара у општини Дева. Oпштина се налази на надморској висини од 263 m.

## Становништво
Према подацима из 2002. године у насељу је живело 92 становника, од којих су сви румунске националности.